# 1658
1658 (MDCLVIII) var ett normalår som började en tisdag i den gregorianska kalendern och ett normalår som började en fredag i den julianska kalendern.

## Händelser

### Januari
- 6 januari – Svenskarna lyckas häva den ryska belägringen av Riga genom att man gör ett utfall och besegrar ryssarna i slaget vid Kobron.
- 30 januari
  - Svenska hären tågar över isen på Lilla Bält.
  - Svenskarna besegrar danskarna i slaget vid Tybrindvig.

### Februari
- 6–12 februari – Svenska hären tågar över isen på Stora Bält.[1]
- 26 februari – Danskarna tvingas till freden i Roskilde. Förutom landvinsterna beslutas att Sverige och Danmark gemensamt skall utestänga utländska flottor från Östersjön. Därmed har Sverige nått sin största utbredning någonsin. I freden erhåller Sverige
  - Skåne
  - Blekinge
  - Halland
  - Bohuslän
  - Trondheims län
  - Ön Bornholm

### April
- 29 april – Svenskarna tar Bornholm i besittning.

### Maj
- 17 maj – Vapenvila sluts mellan Sverige och Ryssland i Karl X Gustavs ryska krig.
- Maj – Hertigen av Holstein-Gottorp erhåller med Sveriges hjälp full suveränitet över sitt hertigdöme.

### Juni
- 22 juni – Nederländarna tar Jaffna från portugiserna.[2]

### Juli
- 1 juli – Thorn, hållet av svenskarna, innesluts av en fiendehär på 40.000 man.
- 23 juli – Karl X Gustav beslutar om ett nytt krig mot Danmark sedan landet försvårat fredsfördragets uppfyllande.
- 27 juli – Växjö drabbas av en kvartersbrand.[3]
- 29 juli – Svenskarna innesluter Wolmar i Litauen.

### Augusti
- 4 augusti – Litauerna överlämnar Wolmar till svenskarna.
- 7 augusti – Svenskarna landstiger vid Korsør.
- 8 augusti – Svenska flottan börjar blockera Köpenhamn.
- 11 augusti – Köpenhamn börjar belägras av svenskarna.
- 27 augusti – En svensk här går in i Kurland.

### September
- 3 september – Vid Oliver Cromwells död efterträds han som lordprotektor över det engelska samväldet av sin son Richard Cromwell.
- 6 september – Kronborg erövras av svenskarna.
- 12 september – Svenskarna erövrar Marienburg från ryssarna.
- Mitten av september – En allierad här bestående av österrikare, polacker och brandeburgare samlas i Mecklenburg.
- 17 september
  - Svenskarna går över norska gränsen.
  - Brandenburg ingår förbund med Polen i Wehlau. Den allierade hären går in i Holstein.
- 19 september – Hertigen av Kurland accepterar att svenskarna marscherar genom landet.
- 29 september – Svenskarna erövrar Kurland.
- 30 september – Svenskarna intar Mitau och tar hertigen av Kurland till fånga.

### Oktober
- 7 oktober – Svenskarna härjar ön Amager.
- 29 oktober – Svenska flottan besegras av den holländska i slaget i Öresund. Därmed kan holländarna bryta igenom den svenska blockaden och undsätta Köpenhamn.
- Oktober – Den allierade hären driver svenskarna från Jylland.

### November
- 6 november – Svenskarna avslår ett anfall mot Thorn.
- 27 november – De allierade intar Kolding.

### December
- 8 december
  - Svenskarna utrymmer Als.
  - Ett uppror utbryter på Bornholm och danska trupper tar ön.
- 11 december – Svenskarna i Trondheim kapitulerar.
- 13 december – Svenskarna i Thorn kapitulerar.
- 20 december – Stillestånd sluts mellan Sverige och Ryssland i Valiesar.

### Okänt datum
- Georg Stiernhielm publicerar Herkules, det första större diktverket på svenska.
- Pseudonymen Skogekär Bergbo utger sitt litteraturhistoriska och teoretiska arbete Thet Swenska Språketz Klagemål.
- Före detta drottning Kristinas underhandlingar om Neapels krona avbryts och hon återvänder till Rom.
- Olof Rudbeck ger ut en katalog över beståndet i Uppsalauniversitetets botaniska trädgård; sammanlagt 1 800 arter, däribland den exotiska potatisen.
- Dalsland överförs från Skara till Karlstads stift.
- Sveriges allra första affärsbank, Stockholm Banco går i konkurs. Som en följd av detta inrättas Riksens Ständers Bank (nuvarande Riksbanken), världens första centralbank.

## Födda
- 21 juli – Alexis Littré, fransk anatom och kirurg.
- 5 oktober – Maria av Modena, drottning av England, Skottland och Irland 1685–1688 (gift med Jakob II)
- 11 oktober – Henri de Boulainvilliers, fransk historiker.
- Juliana Dias da Costa, politiskt aktiv mogulgemål.

## Avlidna
- 19 april – Kirsten Munk, dansk och norsk regentgemål 1615–1629, gift morganatiskt med Kristian IV.
- 24 april – Francesco Maria Richini, italiensk arkitekt och skulptör under ung- och högbarock.
- 3 september – Oliver Cromwell, lordprotektor över England, Skottland och Irland sedan 1653.
- 8 december – Johan Printzensköld, svensk guvernör på Bornholm.

### Fotnoter
1. ↑  ”Det hände i dag”. http://webnews.textalk.com/se/calendar.php?id=9747&type=month&ds=20110206&list=true.
2. ↑  ”World Statesmen (läst 3 april 2011)”. http://www.worldstatesmen.org/Sri_Lanka.html.
3. ↑  ”Värmlands brandhistoriska klubb”. Arkiverad från originalet den 12 oktober 2011. https://www.webcitation.org/62NB7kO36?url=http://www.brandhistoriska.org/olyckor_se.html. Läst 25 mars 2011.